# Dimensionnement d'une structure de chaussée routière
Le dimensionnement d’une structure de chaussée routière consiste à déterminer la nature et l’épaisseur des couches qui la constituent afin qu’elle puisse résister aux diverses agressions auxquelles elle sera soumise tout au long de sa vie. 
La structure d’une chaussée routière doit résister à diverses sollicitations, notamment celles dues au trafic et elle doit assurer la diffusion des efforts induits par ce même trafic dans le sol de fondation. L’application d’une charge roulante induit ainsi une déformation en flexion des couches de la structure. Cette flexion entraîne des sollicitations en compression au droit de la charge et des sollicitations en traction à la base des couches d’enrobés.
Il existe différentes méthodes pour bien appréhender cette déformation. Elles donnent lieu ensuite à différents modèles de dimensionnement.
Le trafic pris en compte est celui du poids lourd, c'est-à-dire des véhicules dont le poids total est supérieur à 3,5 tonnes.

Schéma de fonctionnement d’une structure de chaussée sous l'application d'une charge roulante

## Méthodes de dimensionnement

### Méthode empirique
Les méthodes empiriques de dimensionnement font appel exclusivement à des expériences comparant le comportement à long terme de diverses structures pour différentes conditions climatiques et de trafic. Des essais en vraie grandeur apportent également de nombreuses informations nécessaires pour la mise en place des règles empiriques de dimensionnement. La méthode suisse de dimensionnement des structures de chaussées est une méthode empirique.

### Méthode mécanique empirique

Schéma de fonctionnement d’une méthode mécanique empirique de dimensionnement (source : COST 333/1999)

Ces méthodes font partiellement appel à une approche analytique qui est complétée par des données empiriques. Il y a en général deux étapes :
- Détermination des sollicitations dans une superstructure sous l’effet d’une charge définie de trafic,
- Mise en relation de ces sollicitations avec certaines dégradations des chaussées.

Le principe de fonctionnement des méthodes de dimensionnement mécaniques empiriques est défini dans le schéma ci-contre. 

#### Le modèle de charge
Le modèle de charge est au centre du processus. Il consiste à donner une image aussi réaliste que possible de la charge induite par une roue dans une chaussée routière.

#### Le modèle de calcul
Les modèles de calcul permettent de définir les contraintes et déformations qui apparaissent au sein d'une chaussée, sous l'effet d'une charge et dans des conditions bien définies. Ils nécessitent la définition de paramètres pour décrire la structure (géométrie et lois de comportement) et les conditions de chargement(intensité de la charge, pression de contact, etc.). Ils fournissent des résultats théoriques correspondant aux hypothèses retenues pour la modélisation. Dans la plupart des cas, ces modèles se basent sur un comportement élastique des matériaux, mais rien ne s'oppose à l'utilisation d'autres types de comportement.

#### Le modèle de performance
Les modèles de performance relient les états de sollicitations issus des modèles de calcul avec les dégradations des chaussées. Ils sont généralement obtenus en combinant des résultats d'essais en laboratoire avec l'observation du comportement réel des chaussées. Ils permettent d'exprimer le nombre de cycles d'une sollicitation donnée qu'une chaussée est à même de supporter avant de présenter une dégradation jugée inadmissible.
Ces deux types de modèles dépendent d'un même et unique phénomène : le comportement des matériaux bitumineux et ne sont en principe pas indépendants.
L'existence d'une séparation de ceux-ci dans les méthodes de dimensionnement provient généralement de la prise en compte de données empiriques dans les modèles de performance.
La méthode française de dimensionnement des structures de chaussées est une méthode mécanique empirique.

### Méthode incrémentale

Schéma de fonctionnement d’une méthode incrémentale de dimensionnement - (source : COST 333/1999)

Au niveau européen, un projet de fonctionnement pour une méthode incrémentale a été proposé, défini dans le schéma ci-contre.
Cette méthode envisage d'étudier l'évolution d'une chaussée dans le temps (t) en cumulant l'effet, exprimé en termes de dommage (D), de chacune des sollicitations induites par les charges de trafic. 
Une telle méthode doit permettre de limiter, voire de supprimer, l'importance des données empiriques dans le domaine du dimensionnement des chaussées routières. Cette démarche prévoit de tenir compte de l'effet d'une sollicitation non seulement sur l'état de la chaussée (géométrie), mais également sur l'évolution des propriétés des matériaux en fonction du dommage subi. Elle doit également intégrer l'effet des variations de température et les données réelles de trafic sans avoir recours à la notion de trafic équivalent.
La mise en place d'une telle méthode s'avère cependant très complexe à cause des nombreuses interactions entre les phénomènes pris en compte. Ainsi, pour chaque nouvelle charge de trafic agissant à l'instant t, il s'agit de déterminer un supplément de dommage en tenant compte non seulement de l’influence des conditions climatiques que les propriétés des matériaux à cet instant t, mais également des dommages déjà subis par la structure. La difficulté réside également dans le très grand nombre de données (trafic, climat, lien entre les deux, etc) souvent difficilement disponibles.
Des études récentes (2003) ont montré qu’il était possible d’introduire dans les méthodes mécaniques empiriques des notions de variabilités des facteurs intervenant dans le dimensionnement des chaussées. Il s’agit d’un premier progrès.

## Modèle de charge

### Sollicitations à prendre en compte
Le seul trafic qui intervienne dans la détérioration des structures de chaussée étant celui des poids lourds, c’est ce trafic qui doit être caractérisé, à la fois par le nombre de poids lourds qui passeront sur la chaussée pendant sa « durée de dimensionnement », et par leur agressivité.
Deux éléments perturbateurs conduisent à ce que les charges réelles qui s’exercent sur la chaussée sont en réalité supérieures aux charges limites prescrites par la réglementation.
Le premier est lié aux effets dynamiques qui apparaissent lorsque le véhicule est en mouvement. Certains de ces effets, tels que la surcharge des roues extérieures dans les virages, ou la surcharge des roues avant, lors du freinage, restent très modérés. Par contre, les oscillations des véhicules liées aux défauts d’uni de la chaussée induisent des surcharges brèves, mais répétées, dont la valeur instantanée peut être du même ordre que la charge statique et conduire à doubler l’effort sur la chaussée. En fait, on ne sait guère prendre en compte ces effets dynamiques dans le calcul des chaussées. Ils sont intégrés de façon implicite dans les coefficients de sécurité des méthodes pratiques de dimensionnement.
Plus notables, car permanentes et amplifiées par les effets dynamiques, sont les conséquences des surcharges des véhicules. Elles sont d’autant plus redoutables que l’effet destructeur est, pour certaines chaussées, proportionnel à une puissance élevée de la charge des essieux.

### Essieu de référence
Tout modèle de charge s’appuie sur une charge à l’essieu de référence dont la valeur varie avec les pays : 13 t pour la France, 8,16 t pour la Suisse (venant de l’essai AASHO), 10 t pour les Pays-Bas. La tendance générale actuelle en Europe va vers l’utilisation d’un essieu de 11,5 t qui correspond à la limite légale de charge d’un essieu simple moteur admise par l’Union Européenne.

### Loi de puissance pour le trafic équivalent
Pour bien appréhender l'effet d'une multitude de charges différentes à partir d'une charge de référence, il convient de faire intervenir la notion de coefficient d’équivalence. Des études des résultats de l'essai américain AASHTO ont montré qu'une bonne approximation peut être obtenue par la formule suivante :{\displaystyle K_{i}=\left({\frac {P_{i}}{P_{\text{ref}}}}\right)^{\alpha }}avec :
- Ki = coefficients d'équivalence (nombre d'essieux standards équivalents pour une charge Pi)
- Pi = charge d'un essieu i
- Pref = charge de l'essieu standard de référence
- α = coefficient de charge ou « puissance »

Le coefficient de charge α dépend du type de structure étudiée : pour les chaussées souples, une valeur de 4 donne de bons résultats alors qu’il faut aller jusqu’à des valeurs de 12 pour des structures rigides. Les nombreuses études sur le sujet proposent diverses valeurs pour la puissance, comprises entre 2 et 6 (chaussées souples) et entre 8 et 33 (chaussées composites ou rigides) . De façon générale, on observe que la puissance augmente avec la rigidité de la chaussée.
Cette formule montre l'impact que peut avoir sur une structure de chaussée le déplacement de poids lourds en surcharge puisque, pour une chaussée souple, cette surcharge a un impact en rapport élevé à la puissance 4.

### Prise en compte de la variabilité des véhicules
L'effet d'un essieu formé de plusieurs axes n'est pas égal à la somme des axes isolés. De même l’utilisation de pneus simples en lieu et place des jumelages ou les nouveaux types de suspension ont une influence sur le calcul des charges équivalentes de trafic. Pour tenir compte de ces phénomènes, on applique des coefficients de correction à la loi de la puissance. 
L’OCDE a proposé une formule définissant le dommage avec des coefficients tenant compte des facteurs relatifs à la technologie des véhicules et à leur configuration :{\displaystyle D_{i}=\left(k_{1}k_{2}k_{3}{\frac {P_{i}}{P_{\text{ref}}}}\right)^{\alpha }}avec (notation selon l’OCDE) :  
- Di = dommage causé par un essieu (selon la définition OCDE)
- Pi = charge totale d’un essieu i
- Pref = charge de l'essieu standard
- k1 = coefficient pour le type d'essieux
- k2 = coefficient pour le type de pneu
- k3 = coefficient pour le type de suspension
- α = coefficient de charge, également appelé « puissance »

Les facteurs intervenant dans cette formule dépendent du type de structure pour lesquelles le trafic doit être calculé. Pour des structures souples et pour des écartements des axes des essieux tandem et tridem compris entre 1,35 et 1,50 m, les valeurs suivantes sont proposées : 
| Facteurs | Caractéristiques            | Valeurs |
| -------- | --------------------------- | ------- |
| α        | Puissance                   | 4       |
| k1       | Essieu simple               | 1.0     |
| k1       | Essieu tandem               | 0.6     |
| k1       | Essieu tridem               | 0.45    |
| k2       | Roues jumelées standards    | 1.0     |
| k2       | Roues simples standards     | 1.3     |
| k2       | Roues simples super-larges  | 1.2     |
| k3       | Suspensions traditionnelles | 1.0     |
| k3       | Suspensions à air           | 0.95    |

### Le trafic pour le dimensionnement empirique
Pour permettre le dimensionnement empirique d’une chaussée, il convient donc d'exprimer le trafic lourd en nombre d'essieux équivalents (en anglais ESAL : Equivalent Standard Axle Load), supportés pendant la durée de vie, en tenant compte du type de chaussée (souple ou rigide) et du type d'essieu (simple, tandem ou tridem) des véhicules lourds.
Cette procédure nécessite des pesages détaillés des véhicules, fournissant la charge et le type de chacun des essieux. Si ces données ne sont pas disponibles, diverses méthodes d'estimation basées sur des analyses de trafics  existent.
Influence du trafic sur les structures rigides
La nature et l'importance du trafic interviennent surtout dans le calcul de l'épaisseur des différentes couches de la chaussée. La répétition des charges du trafic entraîne un phénomène de fatigue dont on doit tenir compte. Les contraintes induites par le trafic dans le revêtement sont d'autant plus élevée que la portance de son support est faible et que la dalle est mince, d'autres facteurs peuvent entraîner une modification de leur importance. il s'agit notamment de la position de la charge sur la dalle, des conditions de drainage en général et, en particulier, de la présence accidentelle d'eau à l'interface dalle/fondation. L'influence de ces facteurs est d'autant plus grande que le trafic est lourd et intense. Lorsqu'un véhicule se déplace sur un revêtement en béton, il induit dans la dalle des contraintes de flexion dont l'amplitude dépend : 
- de la portance de l'assise;
- du poids de l'essieu;
- de la position des roues. 
Il a été établi que le cas de chargement le plus défavorable est celui où la roue se trouve en coin de dalle. Les contraintes diminuent sensiblement lorsque la roue se trouve en bord de dalle et s'éloigne du joint transversal et sont minimales lorsque la charge est située en milieu de dalle.

## Modèles de calcul
La recherche de modèles mathématiques pour les systèmes multicouches qui constituent les chaussées a fait l’objet de nombreux travaux, marqués par les principales étapes suivantes.

### Modèle de Boussinesq (1885)
Créé et utilisé initialement en mécanique des sols, ce modèle s’appuie sur un massif élastique semi-infini soumis à l’action d’une charge statique ponctuelle.

### Modèle bicouche de Westergaard (1926)
Harald Westergaard était un danois, professeur à l'Université de l'Illinois. Il crée le premier vrai modèle dédié aux chaussées. La simplicité du modèle retenu (modèle bi-couche en termes d’aujourd’hui) associée au génie mathématique de Westergaard lui permirent d’exprimer les contraintes sous forme d’équations explicites simples et à la portée de tous.
Ce modèle donne les contraintes et déformations d’un système constitué d’une plaque reposant sur un sol assimilé à un ensemble de ressorts verticaux sans connexions horizontales communément appelé fondation de Winkler, dont le déplacement vertical en un point est proportionnel à la pression verticale en ce point. 
Cela implique que le sol réagit de manière élastique et uniquement dans le sens vertical. Or, le sol ne se comporte pas comme un massif élastique : il accuse des déformations permanentes. La réaction du sol n'est donc pas strictement verticale : les contraintes se dispersent en profondeur et des contraintes de cisaillements ne sont pas à exclure. 
Tous les spécialistes reconnaissent aujourd’hui que le modèle de Westergaard surestime les contraintes,.

### Modèle bicouche de Hogg (1938)
Il donne les contraintes et déformations d’une plaque reposant sur un massif élastique semi-indéfini de type Boussinesq .

### Modèle de Burmister (1943)
Il fallut attendre près de 20 ans avant de disposer d’un modèle pour les chaussées souples. C’est en 1943 que Burmister, professeur à l’Université de New-York, publia sa solution du multi-couche élastique. Celui-ci connut un succès foudroyant : déjà à cette époque les chaussées et les aérodromes étaient constitués de plus de deux couches. Le développement rapide de l’informatique lui procura en outre les outils nécessaires à son exploitation.
Il aborde et traite le problème général d’une structure à n couches reposant sur un massif élastique semi-indéfini. Les principales particularités du modèle sont les suivantes,, :
- les couches sont traitées comme des structures élastiques (et non comme des plaques),
- les interfaces entre couches peuvent être collées ou décollées,
- le cas de charges complexes (jumelages, essieux tandem ou tridem etc.) peut être traité en additionnant les effets des charges élémentaires,
- sa principale limitation réside dans le fait que, comme dans le modèle de Hogg, les couches sont infinies en plan,
- dans le cas des dalles en béton, il est notamment nécessaire de le compléter par un modèle aux éléments finis pour évaluer les conséquences des charges en bord ou en angle de dalle.

### Modèle de Jeuffroy (1955)
Ce modèle assimile la chaussée à un tricouche (plaque mince sur un modèle de Burmister), a permis pour la première fois d’établir un système très complet d’abaques. Il a constitué pour les ingénieurs français une étape fondamentale vers plus de rationalité dans le dimensionnement des chaussées.

### Utilisation de modèles aux éléments finis
La méthode des éléments finis (Cesar-LCPC en France notamment) s’impose enfin chaque fois que des modèles multicouches continus, élastiques et linéaires s’avèrent trop simplistes. Cette approche permet notamment de traiter les cas suivants :
- caractère tridimensionnel de la structure du fait de géométries non infinies en plan,
- non linéarité ou évolution des conditions de contact,
- comportement viscoélastique des matériaux sous charges roulantes, etc.

Ce sont, en fait, les progrès de l’informatique qui ont permis le développement de l’utilisation de ces modèles, et notamment du modèle de Burmister, base de la méthode française de dimensionnement des chaussées.
À l’heure actuelle il existe dans le domaine des multi-couches, avant tout réservés aux chaussées souples, de nombreux logiciels de calcul réputés plus performants les uns que les autres. Ces logiciels vont du simple outil de calcul des contraintes aux modèles que l’on pourrait qualifier de complets et qui permettent de déterminer les durées de vie présumées des chaussées en fonction de données relatives aux trafics, aux caractéristiques mécaniques des matériaux et aux conditions climatiques ; l’ensemble de ces données peut de plus être traité de manière probabiliste.
Le logiciel de calcul le plus utilisé en France est Alizé, mis au point par le Laboratoire central des ponts et chaussées, et distribué exclusivement par la société itech.

## Modèles de performance
Ces modèles, reliant les états de sollicitations issus des modèles de calcul avec les dégradations des chaussées, sont un élément clé dans les nouvelles méthodes de gestion de l’entretien des routes, notamment lorsqu’elles visent à optimiser l’emploi des budgets d’entretien sur plusieurs années. Une collaboration entre les chercheurs du LCPC et du MTQ en 2007 a permis une exploitation commune des données recueillies par les deux organismes sur des sections tests dûment identifiées en appliquant les méthodes déjà mises en œuvre au LCPC pour développer des modèles de performance.
La méthode des lois de survie appliquée aux chaussées, la méthode statistique indirecte, et la méthode de régression dite « non linéaire directe » ont pu ainsi être appliquées et améliorées. Le développement de modèles à partir de variables explicatives s’est révélé très efficace pour représenter le comportement réel des chaussées et analyser des stratégies d’intervention sur plusieurs cycles de vie. Le développement des modèles de performance devrait être étendu aux autres types d’intervention avec l’identification des variables explicatives pour les intégrer aux systèmes de gestion des chaussées.